# 岩手飯岡車站
岩手飯岡車站（日语：／ Iwate-iioka eki */?）是一由東日本旅客鐵道（JR東日本）所經營的鐵路車站，位於日本岩手縣盛岡市永井。是JR東日本東北本線沿線的一個車站，管轄上位於JR東日本盛岡支社的範圍之內，是個由盛岡車站管理，並委由JR東日本子公司Jaster（ジャスター）所經營的業務委託車站，設有綠窗口（みどりの窓口）。

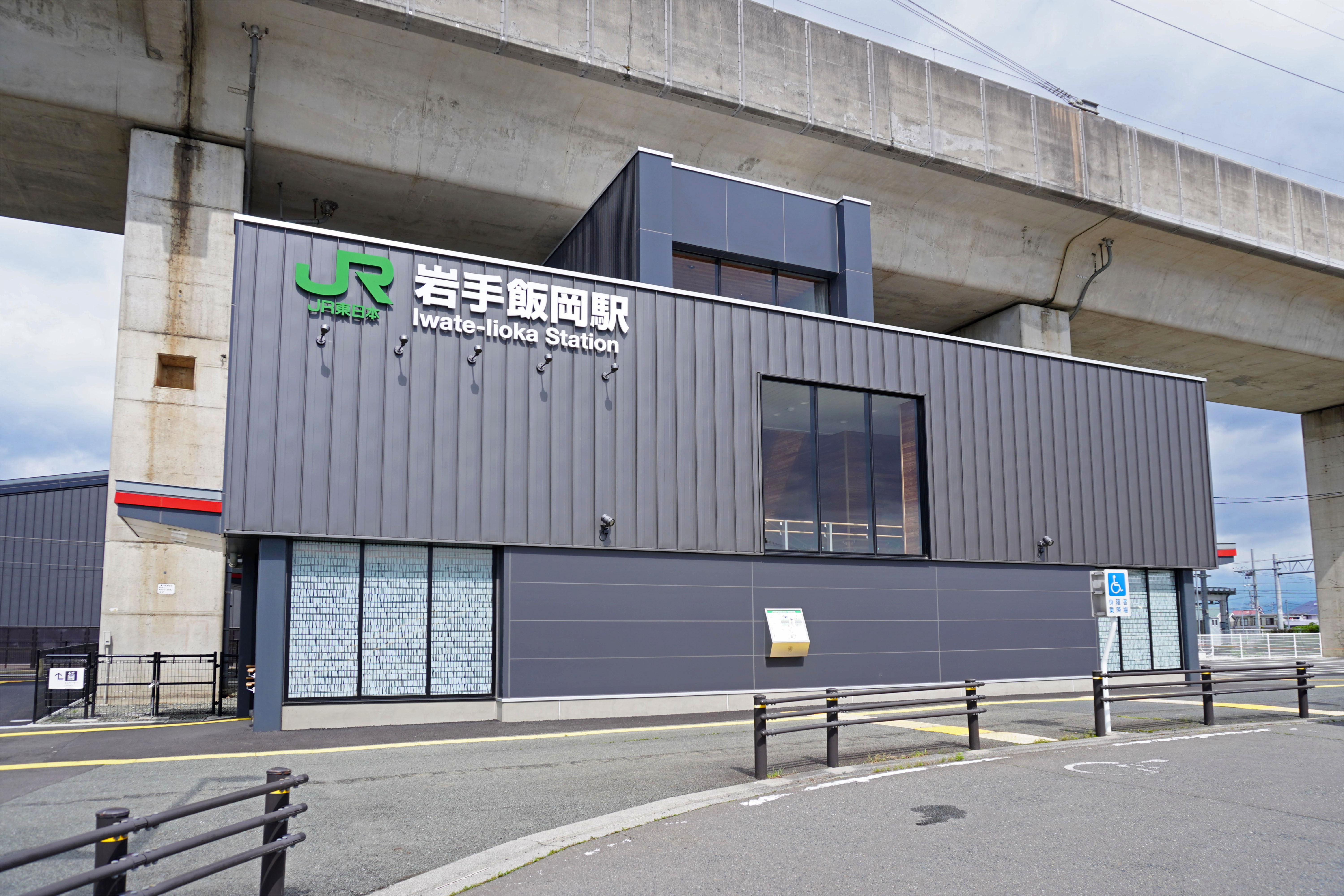
東口（2023年6月）

## 車站結構

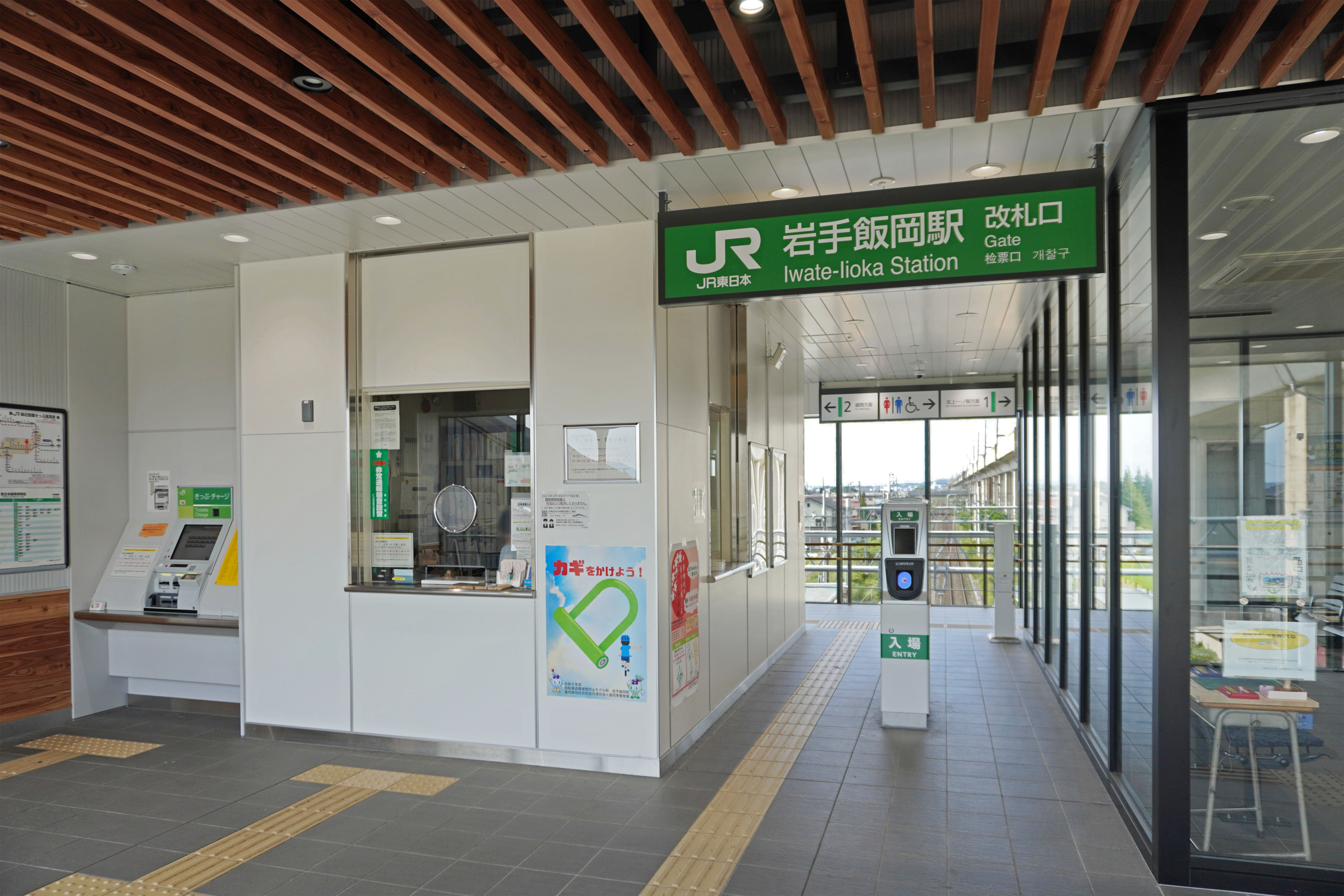
檢票口（2023年6月）

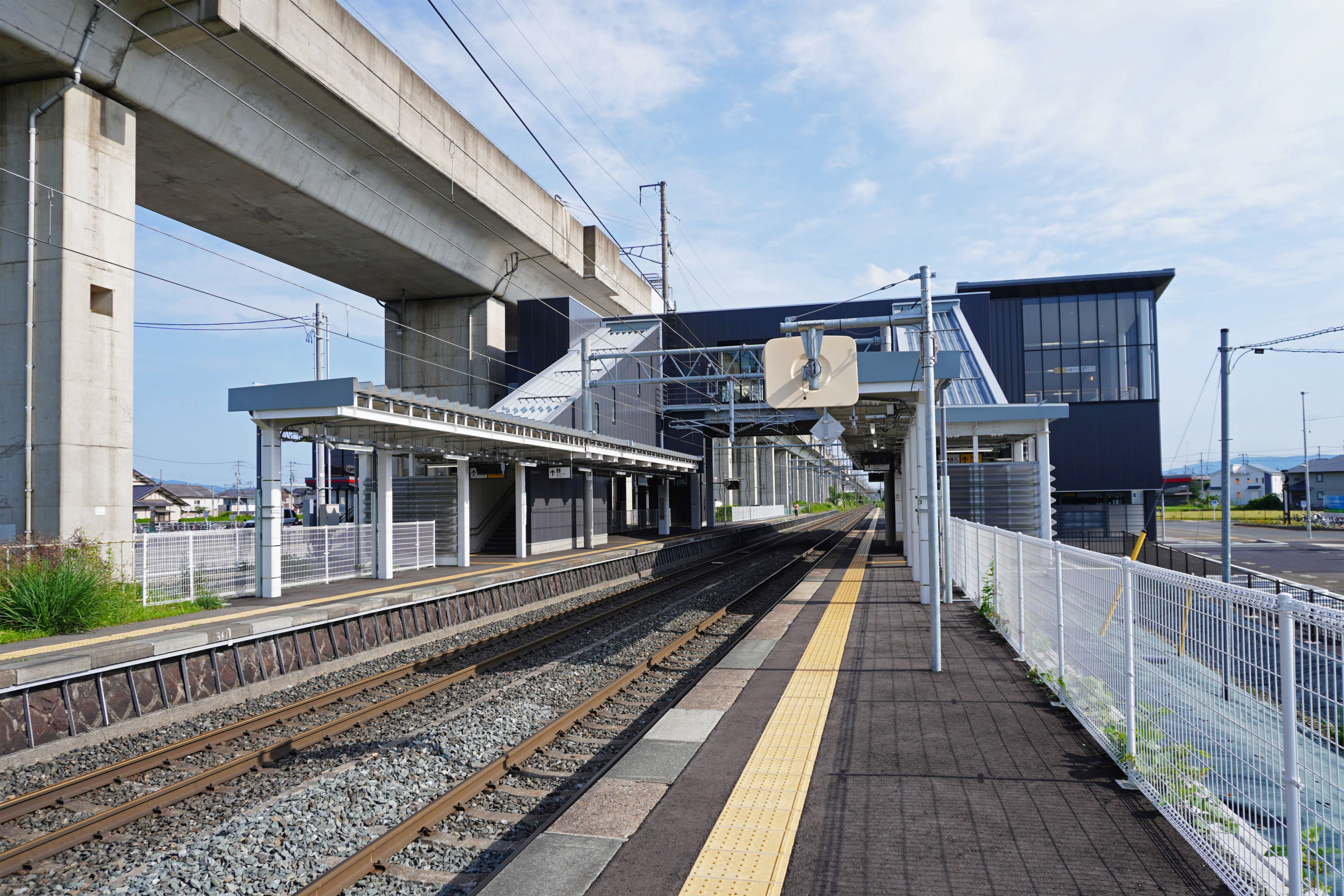
月台（2023年6月）

對向式月台2面2線的地面車站。各月台以跨線天橋連接。

### 月台配置
| 月台 | 路線      | 方向 | 目的地           |
| ---- | --------- | ---- | ---------------- |
| 1    | ■東北本線 | 上行 | 北上、一之關方向 |
| 2    | ■東北本線 | 下行 | 盛岡方向         |

## 相鄰車站
東日本旅客鐵道
■東北本線
□快速「濱百合」「阿弖流為」
通過
■普通
矢幅－（盛岡貨運站）－岩手飯岡－仙北町

## 外部連結
- （日語）岩手飯岡車站（JR東日本） （页面存档备份，存于）